# Alleanza evangelica italiana
L'Alleanza evangelica italiana (AEI) è un organismo di cooperazione interprotestante italiano.
Costituita a Firenze nel 1974, dal 1990 l'AEI ha sede legale a Roma. Rappresenta la diramazione italiana dell'Alleanza evangelica mondiale (WEA) e dell'Alleanza evangelica europea.
Le principali finalità dell'AEI sono la proclamazione del Vangelo, la rappresentanza istituzionale delle chiese evangeliche di fronte allo Stato, la libertà religiosa, la cooperazione di tutte le chiese, opere e organizzazioni nazionali e internazionali aderenti e non aderenti.
L'AEI ha promosso la costituzione dell'Alleanza di Chiese cristiane evangeliche in Italia (ACCEI), che si propone come rappresentante di una pluralità di Chiese di fronte allo Stato anche per la stipula di un'intesa ai sensi dell'art. 8 della Costituzione.